# Kanuru
Kanuru é uma vila no distrito de Krishna, no estado indiano de Andhra Pradesh.

## Demografia
Segundo o censo de 2001, Kanuru tinha uma população de 30 696 habitantes. Os indivíduos do sexo masculino constituem 53% da população e os do sexo feminino 47%. Kanuru tem uma taxa de literacia de 73%, superior à média nacional de 59,5%: a literacia no sexo masculino é de 77% e no sexo feminino é de 69%. Em Kanuru, 10% da população está abaixo dos 6 anos de idade.